# Collegio di Ashford
Ashford è un collegio elettorale inglese situato nel Kent rappresentato alla camera dei Comuni del parlamento del Regno Unito. Elegge un membro del parlamento con il sistema maggioritario a turno unico; l'attuale parlamentare è Sojan Joseph del Partito Laburista, che rappresenta il collegio dal 2024.

## Estensione

Aldershot dal 2010 al 2024

- 1885–1918: il Municipal Borough di Tenterden, le divisioni sessionali di Ashford e Cranbrook, le città di Lydd e New Romney e parte di Liberty di Romney Marsh.
- 1918–1950: il  Municipal Boroughs di Lydd, New Romney e Tenterden, il distretto urbano di Ashford e i distretti rurali di Cranbrook, East Ashford, Romney Marsh, Tenterden e West Ashford.
- 1950–1974: il Municipal Borough di Tenterden, il distretto urbano di Ashford e i distretti rurali di Cranbrook, East Ashford, Tenterden e West Ashford.
- 1974–1983: il Municipal Borough di Tenterden, il distretto urbano di Ashford e i distretti rurali di East Ashford, Tenterden e West Ashford.
- 1983–2010: il borgo di Ashford.
- 2010-2024: i ward del borgo di Ashford di Aylesford Green, Beaver, Biddenden, Bockhanger, Boughton Aluph and Eastwell, Bybrook, Charing, Downs North, Downs West, Godinton, Great Chart with Singleton North, Highfield, Isle of Oxney, Kennington, Little Burton Farm, Norman, North Willesborough, Park Farm North, Park Farm South, Rolvenden and Tenterden West, St Michael's, Singleton South, South Willesborough, Stanhope, Stour, Tenterden North, Tenterden South, Victoria, Washford, Weald Central, Weald East, Weald North, Weald South e Wye.
- dal 2024: i ward del borgo di Ashford di Aylesford and East Stour, Beaver, Bircholt, Bockhanger, Bybrook, Conningbrook and Little Burton Farm, Furley, Goat Lees, Godinton, Highfield, Kennington, Mersham, Sevington South with Finberry, Norman, Park Farm North, Park Farm South, Repton, Roman, Singleton East, Singleton West, Stanhope, Victoria, Washford, Willesborough e Wye with Hinxhill, e i ward del distretto di Folkestone and Hythe di North Downs East e  North Downs West.[1]

Il collegio di Ashford contiene la grande città di Ashford, e la città minore di Tenterden, una delle 46 città e villaggi organizzate in parrocchie civili. Il centro cittadino di Ashford, le parti settentrionali e occidentali sono le uniche aree non coperte da parrocchie civili.

## Profilo

### Storia politica
Creato con il Redistribution of Seats Act 1885, Ashford è stato conquistato dal Partito Conservatore ad ogni elezione ad eccezione di quella del 1929, che fu vinta dal Partito Liberale, dopo la virata del partito verso sinistra segnata dalla proposta di tassazione sui ricchi del 1911, che ottenne un vantaggio di meno dell'1% dei voti.
Il risultato più in bilico dal 1929 avvenne nel 1997, quando fu eletto un conservatore con il 9,7% di vantaggio; i risultati del 2015 resero il collegio il 106° più sicuro per i conservatori, sul totale dei 331 conquistati dal partito, sulla base del vantaggio conseguito sugli avversari.
I conservatori persero il seggio in occasione delle elezioni generali del 2024, la prima volta in cui il collegio venne rappresentato da un laburista.

### Economia
Il collegio ha collegamenti veloci con Londra, Parigi e Bruxelles, il che permette l'impiego locale da parte di società internazionali, come negozi, alberghi e attrazioni. Alla fine del 2012 il tasso di disoccupazione nel collegio era al 2,0% della popolazione, rispetto a una media regionale del 2,4% e a quella nazionale del 3,8%.

## Membri del parlamento
| Elezione | Elezione            | Deputato                | Partito      |
| -------- | ------------------- | ----------------------- | ------------ |
|          | 1885                | William Pomfret Pomfret | Conservatore |
| 1892     | Laurence Hardy      |                         | Conservatore |
| 1918     | Samuel Strang Steel |                         | Conservatore |
|          | 1929                | Roderick Kedward        | Liberale     |
|          | 1931                | Michael Knatchbull      | Conservatore |
| 1933 (S) | Patrick Spens       |                         | Conservatore |
| 1943 (S) | Edward Percy Smith  |                         | Conservatore |
| 1950     | Bill Deedes         |                         | Conservatore |
| Ott 1974 | Keith Speed         |                         | Conservatore |
| 1997     | Damian Green        |                         | Conservatore |
|          | 2024                | Sojan Joseph            | Laburista    |

## Elezioni

### Elezioni negli anni 2020
| Partito                    | Partito                                           | Candidato                  | Risultati 4 luglio 2024 | Risultati 4 luglio 2024 |
| Partito                    | Partito                                           | Candidato                  | Voti                    | %                       |
| -------------------------- | ------------------------------------------------- | -------------------------- | ----------------------- | ----------------------- |
|                            | Laburista                                         | Sojan Joseph               | 15 262                  | 32,49                   |
|                            | Conservatore                                      | Damian Green               | 13 483                  | 28,70                   |
|                            | Reform UK                                         | Tristram Kennedy Harper    | 10 141                  | 21,59                   |
|                            | Verdi                                             | Mandy Rossi                | 4 355                   | 9,27                    |
|                            | Lib Dem                                           | Adam Rowledge              | 2 445                   | 5,20                    |
|                            | Consensus                                         | James Ransley              | 1 289                   | 2,74                    |
|                            |                                                   |                            |                         |                         |
| Iscritti                   | Iscritti                                          | Iscritti                   | 76 212                  | 100,00                  |
| ↳ Votanti (% su iscritti)  | ↳ Votanti (% su iscritti)                         | ↳ Votanti (% su iscritti)  | 46 975                  | 61,64                   |
| ↳ Astenuti (% su iscritti) | ↳ Astenuti (% su iscritti)                        | ↳ Astenuti (% su iscritti) | 29 237                  | 38,36                   |
|                            |                                                   |                            |                         |                         |
|                            | Esito: collegio passa da Conservatore a Laburista |                            |                         |                         |

### Elezioni negli anni 2010
| Partito                    | Partito                                   | Candidato                  | Risultati 12 dicembre 2019 | Risultati 12 dicembre 2019 |
| Partito                    | Partito                                   | Candidato                  | Voti                       | %                          |
| -------------------------- | ----------------------------------------- | -------------------------- | -------------------------- | -------------------------- |
|                            | Conservatore                              | Damian Green               | 37 270                     | 62,06                      |
|                            | Laburista                                 | Dara Farrell               | 13 241                     | 22,05                      |
|                            | Lib Dem                                   | Adrian Gee-Turner          | 6 048                      | 10,07                      |
|                            | Verdi                                     | Mandy Rossi                | 2 638                      | 4,39                       |
|                            | Indipendente                              | Susannah De Sanvil         | 862                        | 1,44                       |
|                            |                                           |                            |                            |                            |
| Iscritti                   | Iscritti                                  | Iscritti                   | 89 553                     | 100,00                     |
| ↳ Votanti (% su iscritti)  | ↳ Votanti (% su iscritti)                 | ↳ Votanti (% su iscritti)  | 60 059                     | 67,07                      |
| ↳ Astenuti (% su iscritti) | ↳ Astenuti (% su iscritti)                | ↳ Astenuti (% su iscritti) | 29 494                     | 32,93                      |
|                            |                                           |                            |                            |                            |
|                            | Esito: collegio confermato a Conservatore |                            |                            |                            |

| Partito                    | Partito                                   | Candidato                  | Risultati 8 giugno 2017 | Risultati 8 giugno 2017 |
| Partito                    | Partito                                   | Candidato                  | Voti                    | %                       |
| -------------------------- | ----------------------------------------- | -------------------------- | ----------------------- | ----------------------- |
|                            | Conservatore                              | Damian Green               | 35 318                  | 58,98                   |
|                            | Laburista                                 | Sally Gathern              | 17 840                  | 29,79                   |
|                            | Lib Dem                                   | Adrian Gee-Turner          | 3 101                   | 5,18                    |
|                            | UKIP                                      | Gerald O'Brien             | 2 218                   | 3,70                    |
|                            | Verdi                                     | Mandy Rossi                | 1 402                   | 2,34                    |
|                            |                                           |                            |                         |                         |
| Iscritti                   | Iscritti                                  | Iscritti                   | 87 414                  | 100,00                  |
| ↳ Votanti (% su iscritti)  | ↳ Votanti (% su iscritti)                 | ↳ Votanti (% su iscritti)  | 59 879                  | 68,50                   |
| ↳ Astenuti (% su iscritti) | ↳ Astenuti (% su iscritti)                | ↳ Astenuti (% su iscritti) | 27 535                  | 31,50                   |
|                            |                                           |                            |                         |                         |
|                            | Esito: collegio confermato a Conservatore |                            |                         |                         |

| Partito                    | Partito                                   | Candidato                  | Risultati 7 maggio 2015 | Risultati 7 maggio 2015 |
| Partito                    | Partito                                   | Candidato                  | Voti                    | %                       |
| -------------------------- | ----------------------------------------- | -------------------------- | ----------------------- | ----------------------- |
|                            | Conservatore                              | Damian Green               | 30 094                  | 52,45                   |
|                            | UKIP                                      | Gerald O'Brien             | 10 798                  | 18,82                   |
|                            | Laburista                                 | Brendan Chilton            | 10 580                  | 18,44                   |
|                            | Lib Dem                                   | Debbie Enever              | 3 433                   | 5,98                    |
|                            | Verdi                                     | Mandy Rossi                | 2 467                   | 4,30                    |
|                            |                                           |                            |                         |                         |
| Iscritti                   | Iscritti                                  | Iscritti                   | 85 248                  | 100,00                  |
| ↳ Votanti (% su iscritti)  | ↳ Votanti (% su iscritti)                 | ↳ Votanti (% su iscritti)  | 57 372                  | 67,30                   |
| ↳ Astenuti (% su iscritti) | ↳ Astenuti (% su iscritti)                | ↳ Astenuti (% su iscritti) | 27 876                  | 32,70                   |
|                            |                                           |                            |                         |                         |
|                            | Esito: collegio confermato a Conservatore |                            |                         |                         |

| Partito                    | Partito                                   | Candidato                  | Risultati 6 maggio 2010 | Risultati 6 maggio 2010 |
| Partito                    | Partito                                   | Candidato                  | Voti                    | %                       |
| -------------------------- | ----------------------------------------- | -------------------------- | ----------------------- | ----------------------- |
|                            | Conservatore                              | Damian Green               | 29 878                  | 54,14                   |
|                            | Lib Dem                                   | Chris Took                 | 12 581                  | 22,80                   |
|                            | Laburista                                 | Chris Clark                | 9 204                   | 16,68                   |
|                            | UKIP                                      | Jeffrey Elenor             | 2 508                   | 4,54                    |
|                            | Verdi                                     | Steven Campkin             | 1 014                   | 1,84                    |
|                            |                                           |                            |                         |                         |
| Iscritti                   | Iscritti                                  | Iscritti                   | 81 273                  | 100,00                  |
| ↳ Votanti (% su iscritti)  | ↳ Votanti (% su iscritti)                 | ↳ Votanti (% su iscritti)  | 55 185                  | 67,90                   |
| ↳ Astenuti (% su iscritti) | ↳ Astenuti (% su iscritti)                | ↳ Astenuti (% su iscritti) | 26 088                  | 32,10                   |
|                            |                                           |                            |                         |                         |
|                            | Esito: collegio confermato a Conservatore |                            |                         |                         |

### Elezioni negli anni 2000
| Partito                    | Partito                                   | Candidato                  | Risultati 5 maggio 2005 | Risultati 5 maggio 2005 |
| Partito                    | Partito                                   | Candidato                  | Voti                    | %                       |
| -------------------------- | ----------------------------------------- | -------------------------- | ----------------------- | ----------------------- |
|                            | Conservatore                              | Damian Green               | 26 651                  | 51,56                   |
|                            | Laburista                                 | Valerie Whitaker           | 13 353                  | 25,84                   |
|                            | Lib Dem                                   | Chris Took                 | 8 308                   | 16,07                   |
|                            | Verdi                                     | Richard Boden              | 1 753                   | 3,39                    |
|                            | UKIP                                      | Bernard Stroud             | 1 620                   | 3,13                    |
|                            |                                           |                            |                         |                         |
| Iscritti                   | Iscritti                                  | Iscritti                   | 79 515                  | 100,00                  |
| ↳ Votanti (% su iscritti)  | ↳ Votanti (% su iscritti)                 | ↳ Votanti (% su iscritti)  | 51 685                  | 65,00                   |
| ↳ Astenuti (% su iscritti) | ↳ Astenuti (% su iscritti)                | ↳ Astenuti (% su iscritti) | 27 830                  | 35,00                   |
|                            |                                           |                            |                         |                         |
|                            | Esito: collegio confermato a Conservatore |                            |                         |                         |

| Partito                    | Partito                                   | Candidato                  | Risultati 7 giugno 2001 | Risultati 7 giugno 2001 |
| Partito                    | Partito                                   | Candidato                  | Voti                    | %                       |
| -------------------------- | ----------------------------------------- | -------------------------- | ----------------------- | ----------------------- |
|                            | Conservatore                              | Damian Green               | 22 739                  | 47,44                   |
|                            | Laburista                                 | John Adams                 | 15 380                  | 32,08                   |
|                            | Lib Dem                                   | Keith Fitchett             | 7 236                   | 15,09                   |
|                            | Verdi                                     | Richard Boden              | 1 353                   | 2,82                    |
|                            | UKIP                                      | David Waller               | 1 229                   | 2,56                    |
|                            |                                           |                            |                         |                         |
| Iscritti                   | Iscritti                                  | Iscritti                   | 77 000                  | 100,00                  |
| ↳ Votanti (% su iscritti)  | ↳ Votanti (% su iscritti)                 | ↳ Votanti (% su iscritti)  | 47 937                  | 62,26                   |
| ↳ Astenuti (% su iscritti) | ↳ Astenuti (% su iscritti)                | ↳ Astenuti (% su iscritti) | 29 063                  | 37,74                   |
|                            |                                           |                            |                         |                         |
|                            | Esito: collegio confermato a Conservatore |                            |                         |                         |

## Risultati dei referendum
|             | Collegio | Lasciare UE % | Rimanere in UE % |
| ----------- | -------- | ------------- | ---------------- |
|             | Ashford  | 59,5%         | 40,5%            |
| Inghilterra | 53,3%    | 46,7%         |                  |
| Regno Unito | 51,9%    | 48,1%         |                  |